# American Music Awards 1998
Die 25. American Music Awards wurden von der American Broadcasting Company (ABC) am 26. Januar 1998 ausgestrahlt. Die Veranstaltung fand im Shrine Auditorium in Los Angeles, Kalifornien statt. Die Moderation übernahm Drew Carey.
Die meisten Preise gewann die britische Girlgroup Spice Girls mit drei Awards. Am häufigsten nominiert war Puff Daddy, der fünf Nominierungen erhielt, jedoch keinen Award verliehen bekam.

## Gewinner und Nominierte
| Subkategorie                       | Sieger                                     | Nominierungen |
| Pop/Rock Category                  | Pop/Rock Category                          | Pop/Rock Category |
| ---------------------------------- | ------------------------------------------ | --- |
| Favorite Pop/Rock Male Artist      | Babyface                                   | Beck Puff Daddy |
| Favorite Pop/Rock Female Artist    | Céline Dion                                | Toni Braxton Jewel |
| Favorite Pop/Rock Band/Duo/Group   | Spice Girls                                | U2 The Wallflowers |
| Favorite Pop/Rock Album            | Spice Girls – Spice                        | Jewel – Pieces of You Matchbox 20 – Yourself or Someone Like You The Wallflowers – Bringing Down the Horse                |
| Favorite Pop/Rock New Artist       | Spice Girls                                | Matchbox 20 The Wallflowers                                                                                               |
| Soul/R&B Category                  |                                            | |
| Favorite Soul/R&B Male Artist      | Babyface                                   | Puff Daddy Keith Sweat |
| Favorite Soul/R&B Female Artist    | Mariah Carey                               | Mary J. Blige Toni Braxton                                                                                                |
| Favorite Soul/R&B Band/Duo/Group   | Boyz II Men                                | Dru Hill En Vogue |
| Favorite Soul/R&B Album            | Mary J. Blige – Share My World             | Erykah Badu – Baduizm Blackstreet – Another Level Puff Daddy – No Way Out                                                 |
| Favorite Soul/R&B New Artist       | Erykah Badu                                | Dru Hill Puff Daddy |
| Country Category                   |                                            | |
| Favorite Country Male Artist       | George Strait                              | Clint Black Alan Jackson                                                                                                  |
| Favorite Country Female Artist     | Reba McEntire                              | LeAnn Rimes Shania Twain                                                                                                  |
| Favorite Country Band/Duo/Group    | Alabama                                    | Brooks & Dunn Sawyer Brown                                                                                                |
| Favorite Country Album             | George Strait – Carrying Your Love with Me | Tim McGraw – Everywhere LeAnn Rimes – Unchained Melody: The Early Years Trisha Yearwood – (Songbook) A Collection of Hits |
| Favorite Country New Artist        | Lee Ann Womack                             | Bob Carlisle Kevin Sharp                                                                                                  |
| Adult Contemporary Category        |                                            | |
| Favorite Adult Contemporary Artist | Elton John                                 | Michael Bolton Celine Dion                                                                                                |
| Alternative Category               |                                            | |
| Favorite Alternative Artist        | Bush                                       | Mighty Mighty Bosstones Sublime                                                                                           |
| Rap/Hip-Hop Category               |                                            | |
| Favorite Rap/Hip-Hop Artist        | Bone Thugs-N-Harmony                       | Puff Daddy Wu-Tang Clan                                                                                                   |
| Latin Category                     |                                            | |
| Favorite Latin Artist              | Julio Iglesias                             | Enrique Iglesias Luis Miguel                                                                                              |
| Soundtrack Category                |                                            | |
| Favorite Soundtrack                | Men in Black Soundtrack                    | Evita The Preacher’s Wife: Original Soundtrack                                                                            |
| Merit                              |                                            | |
| Frank Sinatra                      |                                            | |

## Auftritte
| Künstler                                           | Lied(er)                                          |
| -------------------------------------------------- | ------------------------------------------------- |
| Janet Jackson                                      | Together Again (DJ Premier Remix)                 |
| Matchbox Twenty                                    | Push                                              |
| Trisha Yearwood                                    | How Do I Live                                     |
| Spice Girls                                        | Too Much (Aufnahme aus London)                    |
| Boyz II Men                                        | A Song for Mama                                   |
| Drew Carey Weird Al Yankovic Those Darn Accordions | American Music Awards Medley                      |
| Enrique Iglesias                                   | Lluvia cae                                        |
| Garth Brooks                                       | Rollin’                                           |
| Mariah Carey                                       | My All                                            |
| Mary J. Blige George Benson                        | Seven Days                                        |
| Michael Bolton                                     | Nessun dorma                                      |
| Puff Daddy Mase                                    | It’s All About the Benjamins Mo Money Mo Problems |
| Reba McEntire                                      | What If                                           |